# Дом И. Ф. Чепрастова
Дом И. Ф. Чепрастова — ростовский памятник градостроительства и архитектуры. Здание расположено на пересечении 1-й Майской улицы и 10-й линии в историческом районе Нахичевань. Построено в 1890-е годы. С 1998 года зданию присвоен статус объекта культурного наследия России регионального значения.
Владелец дома, Илья Фёдорович Чепрастов, был известным ростовским предпринимателем и братом хозяина кирпичного завода в Нахичевани. Его дом охраняется как объект культурного наследия благодаря своему историческому местоположению и архитектурным особенностям. Здание, расположенное на пересечении улиц 1-я Майская и 10-я линия в Ростове-на-Дону, представляет собой одноэтажную кирпичную постройку с подвалом и многоскатной крышей. К числу его характерных черт относятся угловые и боковые ризалиты с шатровыми крышами, увенчанными шпилями, декоративные «слепые» арки, а также профилированный карниз и фриз с ритмичными прямоугольными элементами. Фасад украшен лепными штукатурными наличниками в стиле модерн. Цоколь здания выделяется рустовкой, а в одном из подвальных окон сохранилась кованая решетка, подчеркивающая историческую ценность дома. Фасады особняка облицованы керамической глазурованной плиткой, известной как «кабанчик», что придает зданию оригинальный вид и является характерной чертой архитектурного стиля модерн того времени.